# Twelve Letters
| Recensione | Giudizio |
| ---------- | -------- |
| Onstageweb |          |
| Rockol     |          |

Twelve Letters è il secondo album in studio del cantautore italiano The Leading Guy, pubblicato il 3 maggio 2019 per l'etichetta Sony Music.